# Panification sur levure
La panification sur levure consiste à fabriquer du pain avec de la farine, de l'eau, de la levure de boulanger et du sel.
À la fin du XVIIe, les boulangers français ajoutent de la levure de bière au levain pour améliorer le goût, accélérer la levée du pain et en améliorer la conservation,. Le pain à la levure seule (sous forme de poolish) a été introduit en France vers 1840 depuis la Pologne par un boulanger autrichien,.
L'objectif du boulanger est de contrôler la production de gaz carbonique par des cellules de levure vivantes, pour qu'elles produisent juste la bonne quantité de gaz capable de remplir les alvéoles du réseau glutineux, formé au cours du pétrissage par les protéines de la farine au contact de l'eau. La maitrise de ce processus assure la levée correcte de la pâte, fournissant au pain une structure largement alvéolée, une mie légère et une croûte savoureuse. Le boulanger commande à des milliards d'êtres vivants en pleine activité, toujours prêts à s'emballer ou à s'endormir. Il doit les conduire au bon rythme pour que le développement gazeux soit à son optimum, sinon il verrait la pâte retomber, ni sans trop le laisser ralentir, sinon la pâte manquerait de développement et la croûte serait trop épaisse.
Partons d'un exemple concret de fabrication de vingt baguettes avec de la levure, dans une petite boulangerie artisanale. La panification s'effectue en onze étapes, :
| Les étapes de la panification sur levure, à pousse lente | Les étapes de la panification sur levure, à pousse lente |
| --- | --- |
| 1. La pesée Le boulanger doit calculer la quantité de pâte qu'il doit préparer en fonction du nombre de pains voulus. S'il choisit une hydratation de sa pâte à pain de l'ordre de 60 % : 100 kg de farine + 60 litres d'eau= 160 kg de pâte et s'il veut faire 20 baguettes de 320 g poids cru (correspondant à 200 g de pain cuit), alors il lui faut 20 x 0,320 = 6,4 kg de pâte soit 6,4 x 100/160 = 4 kg de farine. | Pesée d'une quantité précise de farine en fonction du nombre de pains voulus. |
| 2. Frasage Le frasage consiste à mélanger les deux premiers ingrédients qui composent la pâte à pain, à savoir la farine et l'eau. Le boulanger doit calculer la quantité d'eau à rajouter (dans l'exemple d'une hydratation à 60 %, il faut 6,4 x 60/160 = 2,4 litres). Il doit aussi ajuster la température de l'eau en fonction de la température de la farine et du fournil. Cet ajustement peut se faire en utilisant le principe de la température de base. Un système de refroidissement de l'eau lui permet d'évoluer entre une température de 5 °C en été et de 11-12 °C en hiver. Le mélange (ou frasage) réalisé dans un pétrin, à vitesse lente, pendant 6 minutes, permet principalement l’absorption de l’eau par la farine et en particulier par le gluten et l’amidon. Les protéines insolubles de la farine (le gluten), sous l’action de l’eau, vont s’agglutiner pour former une structure maillée, un réseau glutineux qui va enrober les grains d’amidon. La quantité d'eau à ajouter dépend des caractéristiques de la farine à savoir la quantité et qualité du gluten, la quantité de granules d'amidon blessés, le taux d'humidité propre de la farine et son taux d'extraction. | La boulangère ajoute un volume précis d'eau, à une température soigneusement calculée pour qu'à l'étape du pointage, après l'échauffement dû au pétrissage, la pâte soit idéalement à 23 °C |
| 3. Pétrissage Après ajout du sel (2,2 %) et de la levure boulangère fraîche (2 %), le pétrissage, par l’application d’une force mécanique, provoque le développement, le déroulement, et l’orientation des protéines de gluten ainsi que l’incorporation d’air dans la pâte. Il se fait dans un pétrin à spirale, à une vitesse plus rapide que lors du frasage, pendant une durée de 6 min (pour les pétrins à axe oblique les durées sont de 15 min). L'oxygène incorporé est consommé en 15 secondes par les levures qui l'utilisent pour se multiplier. À la fin du pétrissage, la pâte est exempte d'oxygène et la fermentation s'effectuera donc en anaérobiose stricte. De la structure du réseau de gluten résultant dépendra la structure alvéolaire de la mie, c'est pourquoi le pétrissage est une étape cruciale pour la réussite de la fournée. Un pétrissage mécanique intense sera responsable d’une mie très développée à alvéolage petit (type pain de mie), tandis qu’un pétrissage lent et court permettra l’obtention d’un alvéolage plus irrégulier, avec de grosses alvéoles. L’excès de pétrissage peut engendrer une rupture du réseau de gluten et par conséquent empêcher le développement correct du pain. Il peut favoriser en outre, l'oxydation de précurseurs aromatiques donnant de l'hexanal, au goût désagréable. Le boulanger doit parfois faire des ajustements nommés : bassinage et contre frasage - le bassinage consiste à adoucir la pâte (trop cassante) en y incorporant de l'eau. - le contre frasage consiste à incorporer de la farine à petites doses, si la pâte est trop collante. Cette opération est plus délicate à mener que la précédente, car l'homogénéisation risque de ne pas avoir le temps de se faire. Finalement, la pâte doit être homogène, suffisamment consistante, souple et élastique. | Pâte dans le pétrin à spirale, tête relevée Pétrin à spirale, les durées de pétrissage sont de 6 min. La température de la pâte augmente en cours de pétrissage, en raison des frottements. Il faut faire en sorte qu'elle ne dépasse pas 25 °C. |
| 4. Division Il s’agit de découper la pâte en pâtons plus petits, du poids correspondant au type de pain que l'on désire faire. Ainsi - pour une baguette de 200 g, il faut 320 g de pâte - pour un pain de 400 g, il faut 550 g de pâte, etc. Actuellement, cette opération est effectuée par une machine, nommée « diviseuse ». L'action de la diviseuse de la photo ci-contre, consiste à diviser en 20 pâtons égaux une pâte préalablement pesée. Ainsi, pour faire 20 baguettes, il faut étaler uniformément une plaque de pâte carrée de 20 x 0,320=6,4 kg. Une fois le couvercle refermé, la remontée hydraulique des couteaux assure la division de la pâte en pâtons de même poids. | Diviseuse. La boulangère dispose une quantité précise de pâte dans la machine et celle-ci la divise en 20 pâtons parallélépipédiques égaux. |
| 5. Pointage On laisse la pâte reposer de 10 min à un quart d'heure, dans un appareil appelé repose-pâtons, pour que la première étape de la fermentation puisse opérer. La levure est formée de cellules fongiques vivantes qui dès qu'elles sont en présence d'eau et de farine commencent à produire une fermentation panaire. Pour garder le contrôle de l'évolution de la pâte, l'idéal est d'avoir une température aux alentours de 23 °C. La durée du pointage doit être diminuée si la température des locaux est élevée (>27 °C) ou en raison d'un excès de force de la pâte. Les cellules de levure utilisent d'abord le glucose et le fructose (ainsi que le saccharose qu'elles hydrolysent grâce à leur invertase), pour produire du CO2. Mais seule une petite fraction du CO2 nécessaire à la levée est produite ainsi. Une autre source de sucres fermentescibles doit être mobilisée pour produire suffisamment de gaz. Elle viendra au cours des étapes suivantes, de l'action des amylases de la farine qui en présence d'eau, hydrolysent l'amidon (un glucide complexe) en maltose, un diholoside formé de deux glucoses (le « carburant» de la fermentation panaire). L'étape du pointage est importante pour le développement des saveurs. Par des fermentations secondaires, les acides et aldéhydes sont formés (dans la levure, à partir de l'acide pyruvique). D'autres composés apportent des arômes à partir du métabolisme des acides aminés de la levure. Le boulanger évalue au toucher, l'évolution de sa pâte : s'il attend trop, la pâte sera trop forte ("ça cloque" dit-il), s'il raccourcit cette étape le pain ne développera pas tous ses arômes. | Le repose-pâtons se trouve dans la partie inférieure du meuble. Les pâtons sont déposés sur des gouttières. La machine comprend de nombreuses gouttières pouvant contenir en tout 140 pâtons. |
| 6. Laminage, formation de la volute Une machine, nommée la « façonneuse », lamine les pâtons en galettes, puis enroule celles-ci en forme de baguette (ou d'autre type de pain, à la demande). Des réglages précis sont effectués pour éviter le dégazage. 7. Façonnage à la main Le façonnage final est effectué à la main et permet de retravailler le pâton. Durant ces opérations, le dégazage qui s'ensuit provoque un resserrement de la structure de la pâte ce qui provoque une multiplication des petites alvéoles. | La boulangère prélève les pâtons dans le repose-pâtons en dessous et les dépose dans l'ouverture supérieure de la façonneuse qui après les avoir laminés et enroulés, les expulse devant la boulangère pour que celle-ci finisse le façonnage à la main |
| 8. Apprêt, pousse contrôlée Les pâtons sont poudrés et disposés sur une toile de lin (la couche) farinée, posée sur une grille. Les grilles une fois remplies sont disposées sur des échelles de pâtissier. La deuxième période de fermentation s’effectue dans une « chambre de pousse » à température et hygrométrie contrôlées, dans laquelle on peut introduire une échelle pâtissière de 20 étages. La température est maintenue à 6 °C et l'hygrométrie à 66 % pour éviter le « croûtage » des pâtes (le dessèchement en surface). À cette température, la fermentation est très ralentie. L’apprêt dure jusqu'à la fournée du lendemain, soit environ 13 h. Durant cette étape, l'amidon continue à être dégradé en maltose et celui-ci à être hydrolysé en glucose. Le métabolisme fermentaire des levures, mobilise les diverses sources disponibles de sucres simples afin de libérer suffisamment (mais pas trop) de gaz CO2 pour faire gonfler la pâte, suivant le schéma: glucose → CO2 + éthanol + énergie Le gaz remplit les alvéoles du réseau de gluten formé au pétrissage. Il monte ensuite en pression du fait de l'imperméabilité de la pâte, ce qui la fait gonfler (la pâte « pousse » dit-on). Mais cet état reste instable et nécessite une cuisson pour être pérennisé sous forme solide. | Disposition des pâtons sur la couche L'échelle pâtissière est poussée dans la chambre de pousse, maintenue à 6 °C et 66 % d'humidité. Par temps sec, pour éviter le croûtage, l'humidité peut être montée à 75 %. |
| 9. Grignage Avant l’enfournement, le boulanger poudre avec de la farine les pains puis les scarifie avec une lame pour faciliter leur développement et éviter qu'ils ne se déchirent sur les flancs. Les grignes ainsi obtenues interviennent également dans le côté esthétique du pain. Elles sont spécifiques du boulanger et constituent sa signature. | |
| 10. Cuisson Les pains sont enfournés dans un four à la température de 250 °C, en présence de vapeur d'eau. Le coup de buée en début de cuisson donnera une couleur jaune doré et un aspect brillant à la croûte. Le CO2 en subissant une expansion, gonfle les alvéoles. L’alcool produit lors de la fermentation est éliminé par simple évaporation en tout début de cuisson. Toutes les levures sont tuées dès 55 °C. Sous l'effet de la chaleur, le gluten coagule et la pâte perd son humidité. En surface du pâton, se produit une réaction de brunissement non enzymatique (réaction de Maillard) qui correspond à une caramélisation des sucres présents sous l'action de la chaleur. La croûte se forme et enserre la mie qui se solidifie. À ce moment aussi, les acides et alcools, synthétisés lors de la fermentation, sont estérifiés et contribuent ainsi à l'arôme final du pain. | A 1 heure du matin, la boulangère enfourne les pâtons qu'elle a préparés la veille, dans son four à sole thermo-électrique à 3 étages. La cuisson se fait sur des dalles cerclées en ciment réfractaire de 25 mm d'épaisseur. L'« effet de sole » permet d'obtenir un pain croustillant comme dans les cuissons traditionnelles. Défournement des baguettes, après 30-35 min de cuisson |
| 11. Le ressuage Après défournement, le pain perd de l'eau par évaporation. Il doit donc être posé sur une grille pour éviter le ramollissement de sa partie inférieure. Le pain perd de 1 à 2 % de son poids par évaporation et les composés aromatiques de la mie migrent vers la croûte. | Ressuage de pains |